# Наплейт (Іллінойс)
Наплейт (англ. Naplate) — селище (англ. village) в США, в окрузі Ла-Салл штату Іллінойс. Населення — 412 особи (2020).

## Географія
Наплейт розташований за координатами 41°19′55″ пн. ш. 88°52′42″ зх. д. / 41.33194° пн. ш. 88.87833° зх. д. (41.332074, -88.878260).  За даними Бюро перепису населення США в 2010 році селище мало площу 0,29 км², уся площа — суходіл.

## Демографія
Згідно з переписом 2010 року, у селищі мешкало 496 осіб у 223 домогосподарствах у складі 123 родин. Густота населення становила 1700 осіб/км².  Було 259 помешкань (888/км²).
Расовий склад населення:
| - 97,8 % — білих - 0,2 % — чорних або афроамериканців - 0,2 % — азіатів |

До двох чи більше рас належало 1,6 %. Частка іспаномовних становила 6,9 % від усіх жителів.
За віковим діапазоном населення розподілялося таким чином: 19,6 % — особи молодші 18 років, 63,1 % — особи у віці 18—64 років, 17,3 % — особи у віці 65 років та старші. Медіана віку мешканця становила 42,4 року. На 100 осіб жіночої статі у селищі припадало 100,0 чоловіків;  на 100 жінок у віці від 18 років та старших — 90,0 чоловіків також старших 18 років.
Середній дохід на одне домашнє господарство  становив 50 059 доларів США (медіана — 44 063), а середній дохід на одну сім'ю — 62 302 долари (медіана — 61 875). Медіана доходів становила 36 786 доларів для чоловіків та 28 646 доларів для жінок. За межею бідності перебувало 15,1 % осіб, у тому числі 33,7 % дітей у віці до 18 років та 5,0 % осіб у віці 65 років та старших.
Цивільне працевлаштоване населення становило 190 осіб. Основні галузі зайнятості: освіта, охорона здоров'я та соціальна допомога — 21,1 %, роздрібна торгівля — 20,0 %, виробництво — 12,6 %, науковці, спеціалісти, менеджери — 10,5 %.